# Marumba brunnescens
Marumba brunnescens är en fjärilsart som beskrevs av Hans Rebel 1910. Marumba brunnescens ingår i släktet Marumba och familjen svärmare. Inga underarter finns listade i Catalogue of Life.